# Newtown (Ohio)
Newtown ist ein Ort im County Hamilton im amerikanischen Bundesstaat Ohio, etwa 20 km östlich des Stadtzentrums von Cincinnati. Der Ort liegt am Südufer des Little Miami River. Newtown hat 2.702 Einwohner (Stand der Volkszählung von 2020) und ist damit als inkorporierte Gemeinde in Ohio ein Village.

## Geschichte
Der Ort wurde unter dem Namen Mercer's Station erstmals 1792 von Weißen besiedelt, darunter auch Captain Aaron Mercer, nach dem die Ansiedlung benannt war. 1801 wurde der Ort von General James Taylor (1769–1848) parzelliert und offiziell gegründet. Das Wachstum des Ortes war anfangs von einer Kiesgrube und einer Ziegelbrennerei getrieben. Viele der frühen Wohnhäuser wurden aus den vor Ort gefertigten Ziegeln gemauert, was für diese Bauperiode eher ungewöhnlich ist.
Im Gebiet um Newtown befinden sich eine Reihe von prähistorischen Bodendenkmälern, zwei davon wurden in das National Register of Historic Places aufgenommen: das „Odd Fellows' Cemetery Mound“ ist ein Hügelgrab aus der Adena-Kultur, das erstmals 1881 beschrieben wurde. Der „Hahn Field Archeological District“ enthält Funde aus der Fort-Ancient- und der Late-Woodland-Kultur.

## Persönlichkeiten
- John Lambert Richmond (1787–1845), Baptistenprediger und Arzt, führte 1827 den ersten veröffentlichten Kaiserschnitt in Nordamerika aus, Mitgründer der medizinischen Fakultäten an der Denison University (Ohio) und am Franklin College (Indiana).[4]
- Judson Harmon (1846–1927), Jurist und Politiker, war United States Attorney General und danach Gouverneur von Ohio.
- Erich Maren Schlaikjer (1905–1972), Geologe und Paläontologe, Mitarbeiter von Barnum Brown.